# 便乗商法
便乗商法（びんじょうしょうほう）とは話題になった人物や商品、あるいは大規模なイベントや事件が起こった事に乗じて利益を得ようとする商法。「あやかり商法」と呼ぶこともある。

## 慶事やイベント等への便乗商法
慶事やイベント等の話題に乗じた商業行為は、社会常識の範囲内で行われる限りにおいては、「盛り上がり」の一環として許容される傾向にあり、便乗商法による経済効果が測定・評価されることもある。典型例は、阪神タイガースの優勝や好成績に伴う、関西地域において発生する便乗商法である。2003年に同球団が18年振りのリーグ優勝を果たした際には、優勝前からグッズやイベント、キャンペーンなど球団公式、非公式のものを含めたさまざまな商業上の取り組みが行われ、経済効果は1,133億円と推定試算された。
映画『タイタニック』が大ヒットし、アカデミー賞11部門を獲得した時期、米国で通販会社が映画の小道具をカタログ販売したり、イギリスの旅行会社が潜水艇で沈没したタイタニック号を見学するツアーを実施する等の便乗商法が行われた。
日本では、内閣総理大臣の就任時には、大臣をモチーフにしたまんじゅうなどが発売されることが慣習化している。
ただし、便乗商法において便乗対象物の持つロゴなどの商標権や著作権を不適切に使用すれば、知的財産権法違反となるおそれがある。

## 事件や災害等への便乗商法
事件や災害等の社会不安を引き起こす話題や出来事の発生に乗じて、消費者の不安や無知につけこみ、不要や割高な商品を売りつける行為も便乗商法と呼ばれる。特に大規模災害が起こった時に情報が乏しい者を対象として多発するとして、自治体などは注意を呼び掛けている。
2011年頃には地上デジタルテレビジョン放送に関する便乗商法が頻繁に行われた。
虚偽の説明や、公的機関の職員などの身分を偽っての販売行為は詐欺罪に該当するおそれがある。そうでなくとも、不適切な契約を締結した場合には特定商取引法に基づくクーリングオフが可能である。